# Die Kosakenjagd
Die Kosakenjagd (frz. La Chasse aux Cosaques) ist ein historischer Roman von Gabriel Ferry aus dem Jahr 1853, der von Geheimbünden im Ersten französischen Kaiserreich handelt. Literarhistorisch gesehen verbindet er Elemente der Romantik und des Realismus; politisch gelesen, lässt er sich als Roman des juste milieu verstehen, der sich gegen radikale Positionen im Nachgang der Französischen Revolution ausspricht.

## Handlung
Der Roman spielt zwischen Dezember 1812 und April 1814 und fängt die Untergangsstimmung und die politische Gemengelage in Frankreich nach dem Untergang Napoleons und dem Einzug der Kosaken in Paris im Jahre 1814 in Paris ein. In den Hauptfiguren porträtierte Ferry Vertreter widersprüchlicher politischer Tendenzen und unterschiedlicher historischer Phasen: den glühenden Napoleonverehrer Pierre de Vauvrecy, dessen monarchistischen Bruder André, den Republikaner Rollon und den von der Terrorherrschaft traumatisierten Mörder Lambert. Deren bedingungslosen politischen Gesinnungen hält der Autor Erzählerkommentare entgegen, die eine vermittelnde Position einnehmen und die Monarchie als einen Garant von Ordnung und Frieden postulieren.
Die raum-zeitliche Struktur der Kosakenjagd ist in drei Erzählblöcken als schicksalhafte Verengung angelegt, die über Russland und die Rheingrenze schließlich in dramatischer Konzentration mitten im Bois de Boulogne von Paris kulminiert.

## Die Kosakenjagdals „später“ historischer Roman zwischen Romantik und Realismus
Im ersten Abschnitt bekennt sich Ferry zur Gattung des historischen Romans, wobei er den fiktionalen Anteil auffällig zurücknimmt und den Roman als Ergänzung zur Historiographie versteht, weil er Charaktere lebendig mache, nach denen man in Geschichtsbüchern vergeblich suche:
Dem Romancier steht es zwar nicht zu, sich als Historiker auszugeben, aber gewisse wenig bekannte Tatsachen und Charaktere einer Epoche, die von der Geschichte in den Schatten verbannt wurden, kann der Erzähler aufnehmen, so wie der Ährenleser jene Ähren aufsammelt, die vom Schnitter verschmäht wurden. In der Abenddämmerung einer untergehenden Gesellschaft, in der Morgendämmerung einer neuen, inmitten der noch lebendigen Trümmer der Vergangenheit und Bestrebungen zur Zukunft, inmitten der Finsternis, die die Welt seit sechzig Jahren bedeckt hält, solche Tatsachen zusammenzustellen und solche Charaktere in hellem und wahrem Lichte zu zeigen, ist eine reizvolle Aufgabe, welche die Geschichte dem Romancier überlässt.
Ferrys Zielsetzung geht in dieser Hinsicht über den gewöhnlichen historischen Roman hinaus, weil er Geschichte nicht nur veranschaulichen, sondern die Geschichtsschreibung selbst ergänzen möchte. Eine wichtige Quelle der Kosakenjagd sind die Memoiren von Charles Nodier, ohne dass Ferry dies allerdings explizit erwähnt.
Der Roman verbindet Romantik und Realismus. Dies äußert sich einerseits in der Präsenz romantischer Motive in Form der Geheimbünde und ihrer schauerlichen Rituale, der fast durchgehend nächtlichen Szenerien, der Exotik Russlands, des Rheins und Deutschlands als Wiege der Romantik, der pittoresken Landschafts- und Stimmungsschilderungen und der melodramatischen Handlung, während andererseits der gesamte Erzählentwurf des Romans als Analyse von Charaktertypen aus der Epoche nach der Revolution sowie die Zusammenschau der verschiedenen politischen Kräfte und nicht zuletzt die exakte Verortung in Raum und Zeit realistisch wirken.
Insofern wirft Die Kosakenjagd in gleich drei zeitliche Richtungen ein Licht: als literarischer Beitrag in die Vergangenheit des Kaiserreichs, als politische Stellungnahme in die Zeit der Julimonarchie und als Vorwegnahme auf den erneuten Konflikt mit dem Zarenreich. Insgesamt scheint der Roman damit intellektuell und ästhetisch in eine Zwischenstellung zwischen politisch engagierter Literatur und populärer Unverbindlichkeit einerseits und zwischen romantisch-realistischer Schule und spannender Unterhaltung andererseits zu geraten. Dies mag literarhistorisch ein Grund dafür gewesen sein, dass er schwer zu kategorisieren war und schließlich vergessen wurde.

## Die Kosakenjagdals populärer „politischer“ Roman desjuste milieu
Die Figurenkonstellation des Romans ist so angelegt, dass die Hauptfiguren verschiedene politische Positionen vertreten. Lambert, Pierre und Rollon werden einer Generation zugeordnet, die von Krieg und Auseinandersetzungen so geformt wurde, dass sie mit dem Frieden von 1814 nichts anzufangen wusste und ihr Verlangen nach Gewalt auf anderen Wegen zu befriedigen suchte.
Ist Pierre ein fanatischer Bonapartist, so repräsentiert Rollon das Ideal der Universalrepublik, will das revolutionäre Prinzip der Gleichheit radikal für die gesamte Welt umsetzen und lehnt jede Form von Alleinherrschaft strikt ab. Genau hier aber schaltet sich der Erzähler ein und weist diese Gedanken als Utopie und Gefahr von sich (S. 108).
Lamberts monströse Mordlust wiederum wird unmittelbar auf die traumatisierenden Ereignisse der Terrorherrschaft (1793/94) zurückgeführt und er selbst als „Auswurf des revolutionären Schlammes“ (S. 303) bezeichnet. Üblicherweise wurde die Terreur ins Zentrum der Revolutionskritik gestellt. Ferry wählt hierzu das Beispiel der Ereignisse von Lyon, wo sich 1793 Gegner des Konvents gesammelt hatten, denen es gelungen war, die jakobinische Stadtverwaltung zu vertreiben. Daraufhin ging der Konvent militärisch gegen die Stadt vor und eroberte sie nach zwei Monaten Belagerung im Oktober 1793 zurück, ließ an die 2000 Aufständische hinrichten und ihre Häuser abreißen. Ebenso grausam geriet nach dem Tod Robespierres allerdings auch der „weiße Terror“, das heißt die Racheaktionen von Royalisten und Girondisten, die Ferry am Beispiel Lamberts und der Jehuisten verarbeitet, allerdings auch hier ohne dass damit konkrete politische Gedanken verbunden werden. Denn Lambert mutiert schließlich zum Meuchelmörder, dessen Lebenslust einzig und allein im Töten besteht. Dass er auch ein Jahrzehnt später noch unter Halluzinationen leidet (S. 299), veranschaulicht die tiefe Traumatisierung Frankreichs durch diese Ereignisse.
So unterschiedlich die Interessen der drei Figuren auch sind, so teilen sie sich die Radikalität, mit der sie sie verfolgen: Herrscherkult, Universalrepublik und Terror stellen allesamt Extreme dar und führen zu Gewaltexzessen, die von den Figuren noch zynisch genossen werden, wenn sie um das Leben von Kosaken Billard spielen oder ihre Menschenjagd mit ironischen Formeln kommentieren. Zugleich zeigt Ferry, dass sich die Extreme berühren und in ihrem gemeinsamen Interesse zueinanderfinden, denn politisch gesehen haben Pierre, Rollon und Lambert keine Schnittmenge.
Ferry lässt seine Figuren dementsprechend nicht ungestraft davonkommen und den Roman konsequent „radikal“ in einem dreifachen Selbstmord gipfeln: dem pragmatischen Schuss in den Kopf des aufgeklärten Republikaners Rollon, dem heroischen Stich in die Brust des aufrecht stehenden Kriegshelden Pierre de Vauvrecy und dem blutig-lüsternen Erdolchen Lamberts im eigenen Bett. Nicht einmal der moderate André stirbt eines natürlichen Todes, sondern erlischt jung unter dem Schock der Ereignisse.
Als Gegenfiguren dazu treten mit Vater Vauvrecy und dessen gehorsamen zweiten Sohn André treue Anhänger der Bourbonen auf. Der alte Adlige verspürt der Monarchie gegenüber eine heilige Verpflichtung und verehrt den König als Gottes Stellvertreter auf Erden. Ferrys Kritik an den Extremen beschwört ex negativo das Ideal des juste milieu, der goldenen Mitte, das die Leitlinie der Julimonarchie unter „Bürgerkönig“ Louis-Philippe (1830 – 1848) gewesen ist. Eine anonyme Schrift aus jener Zeit definiert den Vertreter des juste milieu politisch als jemanden, der sowohl die Rückkehr der Auswüchse des Ancien Régime als auch die blutige Anarchie der Republik und den Despotismus des Kaiserreichs ablehnt und sich damit von drei Positionen distanziert.

## Die Kosakenjagdals Beitrag zur Geschichte der Geheimbünde
Die Geheimbünde stellen ein so zentrales Motiv der Kosakenjagd dar, dass sie in späteren Ausgaben sogar zum Untertitel erhoben wurden. Verschwörungen gehörten seit der Großen Revolution zum politischen Alltag, und da die Quellenlage über sie naturgemäß spärlich ist, beflügelten sie zugleich die Phantasie.
Ferry erzählt gleich von drei Geheimbünden, den Jehuisten, den Philadelphen und den Brüdern vom Eisen und Blei. Während die ersten beiden historisch eindeutig belegt sind, ließen sich für die Brüder vom Eisen und Blei bisher keine Quellen finden, und es stellt sich die Frage, ob sie eine Erfindung Ferrys sind. Als die Alliierten 1814 vor der Invasion Frankreichs standen, waren die Franzosen kriegsmüde und kaum mehr bereit, eine weitere große Armee aufzustellen. Napoleons Popularität erreichte einen Tiefpunkt. Von daher verlief die Invasion ohne großen Widerstand durch die Bevölkerung, mit Ausnahme der Champagne, wo es zu Gräueltaten der Alliierten gekommen sein soll. Allerdings sind diese Vorkommnisse kaum belegt. Zu bedenken ist außerdem, dass es nach 1815 durchaus einen bonapartistischen Untergrund sowie Einzelaktionen wie den Mordanschlag des fanatischen Napoleonverehrers Louis Louvel auf den Duc de Berry im Jahre 1820 gab. Selbst wenn Ferrys Brüder vom Eisen und Blei ins Reich der Fiktion gehören, repräsentieren sie durchaus historische Gruppierungen.
Eindeutig nachweisbar hingegen sind die Philadelphen, jener mächtige Bund des Untergrunds bei Ferry, der mehrmals kurz davorstand, den Kaiser zu stürzen. Unter dem Lemma der brüderlichen Menschenliebe (gr. philadelphia) war die Geheimgesellschaft historisch gegen Ende des 18. Jahrhunderts entstanden und bildete ein Sammelbecken von Revolutionären, die nicht zuletzt unter dem Einfluss der deutschen Romantik von einer universellen Brüderlichkeit träumten – einem Ideal, das Rollon in seiner Universalrepublik zu verwirklichen sucht – und das zum Lager des okkulten Widerstands gegen Napoleon wurde. Als ihr Gründer kann der Schriftsteller Charles Nodier (1780 – 1844) angesehen werden, der in seiner Heimatstadt Besançon 1797 Pläne zu dem Bund entwarf, die er in Kaffeehauszirkeln mit dem Journalisten Jacques Rigomer-Bazin diskutierte. Als Autor der anti-napoleonischen Ode La Napoléone (1802) wurde Nodier von Bonaparte ab 1803 scharf beobachtet.
Nach der Kaiserkrönung 1804 soll die Gruppe den Plan ausgeheckt haben, Napoleon zu entführen. Dazu benötigte man jedoch die Unterstützung von Militärs, welche die Philadelphen in General Malet und Oberst Oudet fanden. Malet war einer der wichtigsten anti-napoleonischen Aktivisten innerhalb der Armee und wagte 1812, während Bonaparte in Russland war, einen Staatsstreich, der allerdings scheiterte und Malet das Leben kostete. Noch wichtiger für Die Kosakenjagd jedoch wurde Oberst Jacques Josephe Oudet (1773–1809), eine weitgehend unbekannte Person, die in dem umfangreichen biographischen Nachschlagewerk der Biographies nouvelles des contemporains (1820–25) nicht verzeichnet war und nur in der Memoirenliteratur auftauchte. Ferry stieß in Nodiers Souvenirs, épisodes et portraits (1831) auf ihn, wo ein genaues Bild des charismatischen Obersts entworfen wurde, dessen seltene rhetorische Gabe und faszinierende Physiognomie eine exakte Vorlage für die Figur Rollon lieferte.
In den Souvenirs informierte sich Ferry auch über die Jehuisten, die, so Nodier, als spontane Reaktion kaum Dokumente hinterlassen hätten und nur in den persönlichen Erinnerungen fortlebten. Der Name der Jehuisten spielte auf den biblischen König Jehu an, der, um König zu werden, sämtliche Nachkommen Ahabs ausrottete und ebenso die Priester des Baal-Kults töten ließ (2. Könige, Kap. 10). Bei Nodier war alles vorgestaltet: die unpolitische reine Mordlust aufgrund der blutigen Erfahrung der Terreur, der Zynismus im Umgang mit den Opfern, der Kannibalismus des Blut trinkenden Lambert sowie dessen Lebensüberdruss und Todessehnsucht, sobald er niemanden mehr zum Töten hatte.
Die Leistung Ferrys bestand im Unterschied zu Nodiers locker zusammengestellten und von Reflexionen unterbrochenen Erinnerungen darin, das historische Panorama in dramatischer Zuspitzung und figürlicher Anschaulichkeit lebendig gemacht zu haben. Indem die Kosakenjagd auf der Basis von historischen Quellen eine vergangene Epoche zum Leben erweckt, deren Auswirkungen Ferrys Familie nur zu deutlich spüren musste, geht sie einerseits deutlich über die Zielsetzung bloßer literarischer Unterhaltung hinaus, weiß andererseits aber über Verfahren der Mythisierung eine packende Geschichte zu erzählen.